# پادشاه هیه‌جونگ
پادشاه هیه‌جونگ (ولیعهدی بزرگ)(تولد ۹۱۲ - مرگ ۲۳ اکتبر ۹۴۵) دومین پادشاه از سلسله گوریو بود. او پسر پادشاه ته‌جو بود که در سال ۹۴۳ میلادی پس از پدرش به حکومت رسید و تا سال ۹۴۵ میلادی حکومت کرد. او در نزد مردم محبوب بود و مردم از مرگ او ناراحتی فراوانی داشتند.

## زندگی
پادشاه هیه جونگ با نام وانگ مو در سال ۹۱۲ میلادی در ناجونگ به دنیا آمد. مادر او همسر اول تائجو وانگ گان ملکه جانگ هوآ که از خاندان اوه بود به دنیا آمد. زمانی که پادشاه تائجو در ناجونگ ژنرال بود عاشق معکع جانگ هوآ شد. در سال ۹۲۱ میلادی با پشتیبانی ژنرال بائک سول هو به ولیعهدی انتخاب شد هیه جونگ در تأسیس گوریو به پدرش تائجو وانگ گان بسیار کمک کرد. همچنین در نبرد ی بازماندگان باکجه عامل مهمی در پیروزی بود او در سال ۹۴۳ میلادی ی از مرگ تائجو به قدرت رسید زمانی که او پادشاه شد جنگ میان شاهزادگان بر سر قدرت شکل گرفت شاهزاده سوم
وانگ یو (جونگ جونگ اول) خواستار تخت سلطنت شد وانگ یو با قبیله چونگجو یو و شخصی به اسم وانگ شیک ریوم علیه هیه جونگ شورش کرد وانگ یو همچنین دست به تحریک هیه جونگ برای کشتن شاهزادگان وانگ وون و وانگ سو کرد.

## مرگ
در سال ۹۴۵ میلادی در سال دوم سلطنت هیه جونگ به خاطر بیماری اگزما شدیداز دنیا رفت اما دلیل مرگ او در روایات تاریخی مسمویت با جیوه در حمام گزارش شده است که بیشتر بدنش را لکه‌های چرکی و خونی گرفته بود و در تنفس مشکل داشت وی توسط برادرش وانگ یو عزل شد.

## خانواده
پدر: تائجو وانگ گان
مادر: ملکه جانگ هوآ
همسر اول: ملکه یی هوآ
همسر دوم: بانو گیونگ وو
همسر سوم: بانو هوآنگ جون
همسر چهارم: بانو چونگجو
بانو یی جو (معشوقه)
ولیعهد جی (در کودکی فوت شد)
بانو میونگ یی (معشوقه)

## آثاری با حضور هیه‌جونگ
درام
• «مجموعه تلویزیونی ته‌جو وانگ‌ گان» کی‌بی‌اس۱،  ۲۰۰۲_۲۰۰۰ بازیگران :(آن دونگ‌ چون)، (سئو هیون سوک)، (کانگ مین گیو)
• «مجموعه تلویزیونی طلوع پادشاهی» کی‌بی‌اس۱، ۲۰۰۳_۲۰۰۲ بازیگر: (نو یونگ گوک) 
• «مجموعه تلویزیونی عاشقان ماه» اس‌بی‌اس، ۲۰۱۶، بازیگران: (کیم سان_هو) 